# Quart de ton
En musique, un quart de ton est un intervalle équivalent (logarithmiquement) à la moitié du demi-ton, ce dernier équivalant à la moitié du ton. Il en résulte qu'on peut altérer les notes avec des demi-dièses ou des demi-bémols.

## Grèce antique
Le quart de ton était utilisé dans certaines échelles de la musique grecque antique. Ce type de quart de ton — appartenant au genre dit enharmonique — est appelé diésis. Son étendue varie selon les théoriciens : 36/35, 28/27, 39/38, 40/39, 31/30, 32/31. Voir Le genre dans la musique de la Grèce antique.

## Musique classique
En tempérament égal, le quart de ton fait 50 cents ou 21/24, soit 1,029302236643.
De nombreux compositeurs sont connus pour avoir écrit de la musique incluant des quarts de ton ou la gamme des quarts de ton, parmi lesquels :
- Alois Haba
- Charles Ives
- Ivan Vychnegradsky
- Claude Ballif
- Alain Bancquart
- Tristan Murail
- Gérard Grisey

## Musique traditionnelle
Cet intervalle n'est présent comme intervalle constitutif dans aucune musique traditionnelle. En revanche, sous la forme de l'intervalle de trois quarts de ton — ou « seconde neutre » —, il différencie de manière caractéristique les genres dits "zalzaliens" des genres diatoniques (à intervalles de secondes mineures et majeures) et des genres à seconde augmentée (type hijaz).
On le trouve dans de nombreux Maqâms de la musique arabe (râst en particulier), dans la musique turque (musique classique ottomane - Türk sanat müziği, ouzbèke, ouïghoure, certaines formes de Musique kazakhe et kirghize, musique iakoute), certaines musiques persanes (Dastgâh, afghanes ou iranienne, tadjike , etc.), ou encore les musiques des Balkans (grecque incluant les mode grecs anciens, yougoslave et bulgare…).

## Notations
Il n'y a pas de notations musicales standards mais voici les notations utilisées dans le logiciel Lilypond pour écrire des notes altérées.
Dans l'ordre un do diminué de 3 quarts de tons, d'un demi-ton (bémol), d'un quart-ton, un do normal (bécarre), un do augmenté d'un quart de ton, un do augmenté d'un demi-ton (dièse) et un do augmenté de 3 quarts de ton :

## Musique contemporaine

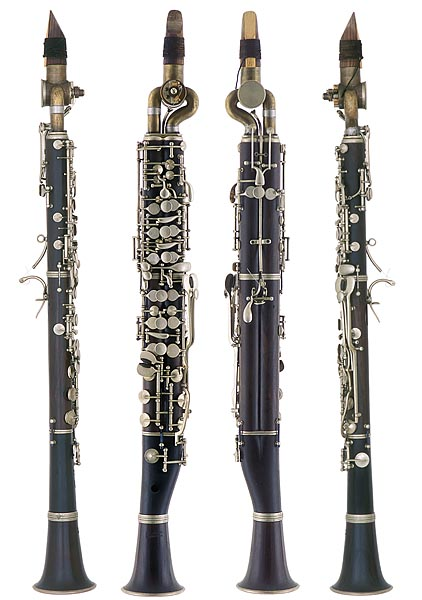
Clarinette expérimentale disposant d'un clétage permettant de jouer des quarts de ton.

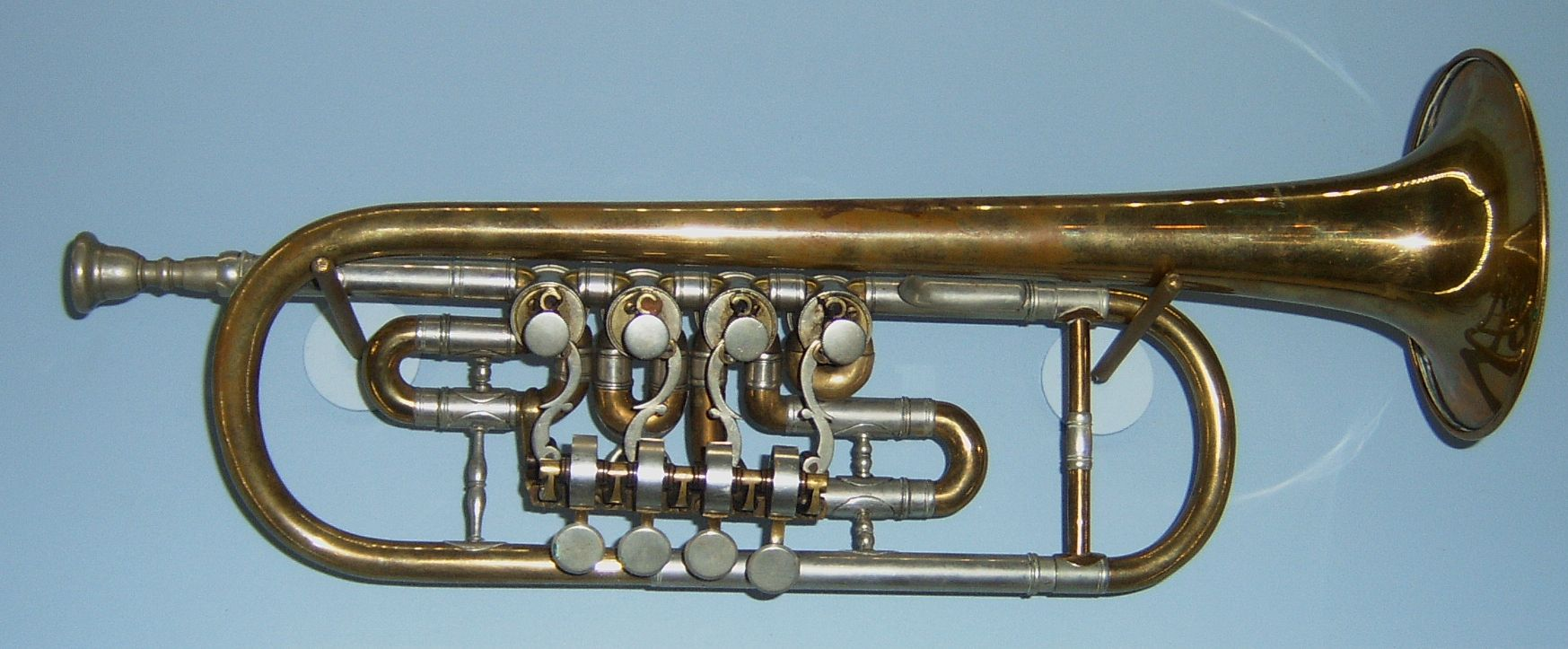
Trompette en Do qui permet de jouer des quarts de ton

Certains groupes de musique dite « expérimentale », tel Sigur Ros, emploient le quart de ton ou des gammes identiques à celles du système tonal mais dont chaque degré est augmenté/baissé d'un ou de trois quarts de ton.
On peut en écouter un exemple est écoutable dans la chanson Hun Joro de l'album Von de Sigur Ros. Elle est jouée en une gamme de mi mineur décalée d'un quart de ton vers le haut.